# Guillermo Mendizábal
Guillermo Mendizábal Sánchez (Ciudad de México, 8 de octubre de 1954) es un exfutbolista y exentrenador mexicano que jugaba como centrocampista.
Comenzó su carrera en las reservas de Cruz Azul en 1972, y debutó como profesional el 7 de septiembre de 1974 en la derrota 4-1 ante la Universidad de México, en sustitución de Alberto Quintano, quien se había lesionado durante el partido. Resultó dos veces campeón con el conjunto celeste en 1979 y 1980, y en ocasiones llegó a fungir como capitán del equipo.
En 1981 hubo acercamientos para que Mendizábal fuera cedido al Atlético de Madrid, pero la operación no se concretó debido a un conflicto de intereses entre las directivas de los clubes. En lugar de él, el Atlético fichó a Hugo Sánchez. Tras no renovar contrato, decidió continuar su carrera con los Tecos, y en 1985 firmó durante un año con el Rayo Vallecano en la segunda categoría de España.
En 1986 regresó a México con el Guadalajara, club del cual se ha declarado seguidor desde su infancia en diversas ocasiones. Obtuvo su tercer y último título del fútbol mexicano en 1987, luego del triunfo 4-2 en la final ante Cruz Azul, donde militaba su hermano Marco Antonio.
Se retiró el 28 de octubre de 1991 en un empate 0-0 contra Cruz Azul en el estadio Jalisco.

## Post-retiro

### Incursión como entrenador
Luego de colgar los botines, asumió el cargo de secretario técnico del Guadalajara, cargo que repitió poco después en Cruz Azul, y en 1993 regresó de nueva cuenta con el equipo rojiblanco.
Recibió su primera oportunidad como entrenador de León en 1995, e hizo su debut el 27 de agosto en el triunfo 4-0 ante Guadalajara en el estadio Jalisco. El 16 de febrero de 1996 fue despedido tras el mal paso del equipo en liga y la eliminación 4-1 contra el Atlas en octavos de final de copa.
En el invierno del mismo año, con el cambio de formato de competencia, asumió como entrenador de los Veracruz. El 29 de septiembre fue cesado del cargo luego de 14 partidos, con 3 victorias, 5 empates y 6 derrotas. Entre los meses de febrero y marzo de 2003 dirigió 4 partidos a los Correcaminos de la UAT, con saldo de 3 triunfos y una derrota.
Su última experiencia como técnico fue con los Lagartos de Tabasco en 2005, dirigiendo apenas 10 partidos, con 2 triunfos, 2 empates y 4 derrotas.

### En la dirigencia deportiva
Fue director deportivo de Cruz Azul entre 1997 y 2002. Bajo su gestión, el equipo celeste obtuvo el título del fútbol mexicano en el invierno de su primer año en el cargo, y alcanzó la final de la Copa Libertadores en el 2001.
En el 2003, luego de dejar su cargo como director técnico de los Correcaminos, asumió la dirigencia deportiva de los Dorados de Sinaloa, llevando al equipo al ascenso en el 2004. Su último trabajo en el medio futbolístico lo tuvo con Veracruz en 2006, donde no obtuvo números positivos.
En el 2013 fue presentado como coordinador deportivo del Instituto Tecnológico de Educación Avanzada (ITEA).

## Selección nacional
Debuta con la selección de México el 15 de febrero de 1978 en el triunfo 5-1 frente al combinado de El Salvador. Formó parte del equipo que disputó el mundial de 1978, alineando en los tres encuentros de la fase de grupos. Tristemente, durante el torneo estuvo lejos de su mejor versión y su participación fue limitada en impacto, considerando el rendimiento que había mostrado a nivel clubes. De igual forma, el hecho de que el técnico José Antonio Roca lo escogiera por encima de Tomás Boy (quien acababa de llevar a los Tigres de la UANL al título) no ayudó mucho a su situación. Participó en las eliminatorias para España 1982, donde México se quedaría fuera de la copa mundial, y no volvió a ser convocado a la "tricolor".

### Participaciones en fases finales
| Torneo             | Sede      | Resultado     | PJ | G | A |
| ------------------ | --------- | ------------- | -- | - | - |
| Copa Mundial 1978  | Argentina | Primera fase  | 3  | 0 | 0 |
| Copa Concacaf 1981 | Honduras  | Tercer puesto | 3  | 0 | 0 |

### Goles internacionales
| Goles como internacional con México | Goles como internacional con México | Goles como internacional con México                  | Goles como internacional con México | Goles como internacional con México | Goles como internacional con México | Goles como internacional con México   |
| Núm.                                | Fecha                               | Lugar                                                | Rival                               | Gol                                 | Resultado                           | Competición                           |
| ----------------------------------- | ----------------------------------- | ---------------------------------------------------- | ----------------------------------- | ----------------------------------- | ----------------------------------- | ------------------------------------- |
| 1.                                  | 4 de abril de 1978                  | Estadio Jalisco, Guadalajara, México                 | Bulgaria                            | 2-0                                 | 3-0                                 | Amistoso                              |
| 2.                                  | 15 de abril de 1980                 | Estadio Mateo Flores, Ciudad de Guatemala, Guatemala | Guatemala                           | 3-2                                 | 4-2                                 | Amistoso                              |
| 3.                                  | 9 de noviembre de 1980              | Estadio Azteca, Ciudad de México, México             | Estados Unidos                      | 3-0                                 | 5-1                                 | Clasificación para el Mundial de 1982 |

## Estadísticas

### Clubes
| Club                    | Temporada    | Div.         | Liga  | Liga  | Copas | Copas | Internacional | Internacional | Total | Total |
| Club                    | Temporada    | Div.         | Part. | Goles | Part. | Goles | Part.         | Goles         | Part. | Goles |
| ----------------------- | ------------ | ------------ | ----- | ----- | ----- | ----- | ------------- | ------------- | ----- | ----- |
| Cruz Azul · México      | 1973-74      | 1.ª          | —     | —     | —     | —     | —             | —             | 0     | 0     |
| Cruz Azul · México      | 1974-75      | 1.ª          | 14    | —     | —     | —     | —             | —             | 14    | 0     |
| Cruz Azul · México      | 1975-76      | 1.ª          | 36    | 2     | —     | —     | —             | —             | 36    | 2     |
| Cruz Azul · México      | 1976-77      | 1.ª          | 24    | —     | —     | —     | —             | —             | 24    | 0     |
| Cruz Azul · México      | 1977-78      | 1.ª          | 35    | 2     | —     | —     | —             | —             | 35    | 2     |
| Cruz Azul · México      | 1978-79      | 1.ª          | 42    | 3     | —     | —     | —             | —             | 42    | 3     |
| Cruz Azul · México      | 1979-80      | 1.ª          | 38    | 7     | —     | —     | —             | —             | 38    | 7     |
| Cruz Azul · México      | 1980-81      | 1.ª          | 41    | 6     | —     | —     | 4             | 1             | 45    | 7     |
| Cruz Azul · México      | 1981-82      | 1.ª          | 21    | —     | —     | —     | 4             | —             | 25    | 0     |
| Cruz Azul · México      | 1982-83      | 1.ª          | 33    | 2     | —     | —     | —             | —             | 33    | 2     |
| Total club              | Total club   | Total club   | 284   | 22    | 0     | 0     | 8             | 1             | 292   | 23    |
| Tecos · México          | 1983-84      | 1.ª          | 31    | 3     | —     | —     | —             | —             | 31    | 3     |
| Tecos · México          | 1984-85      | 1.ª          | 30    | 1     | —     | —     | —             | —             | 30    | 1     |
| Total club              | Total club   | Total club   | 61    | 4     | 0     | 0     | 0             | 0             | 61    | 4     |
| Rayo Vallecano · España | 1985-86      | 2.ª          | 28    | 2     | —     | —     | —             | —             | 28    | 2     |
| Total club              | Total club   | Total club   | 28    | 2     | 0     | 0     | 0             | 0             | 28    | 2     |
| Guadalajara · México    | 1986-87      | 1.ª          | 40    | —     | —     | —     | —             | —             | 40    | 0     |
| Guadalajara · México    | 1987-88      | 1.ª          | 34    | 2     | 2     | —     | —             | —             | 36    | 2     |
| Guadalajara · México    | 1988-89      | 1.ª          | 22    | 1     | —     | —     | —             | —             | 22    | 1     |
| Guadalajara · México    | 1989-90      | 1.ª          | 15    | —     | —     | —     | —             | —             | 15    | 0     |
| Guadalajara · México    | 1990-91      | 1.ª          | 2     | —     | —     | —     | —             | —             | 2     | 0     |
| Total club              | Total club   | Total club   | 113   | 3     | 2     | 0     | 0             | 0             | 115   | 3     |
| Total clubes            | Total clubes | Total clubes | 486   | 31    | 2     | 0     | 8             | 1             | 496   | 32    |

### Selección
| Selección         | Año             | Amistosos | Amistosos | Eliminatorias | Eliminatorias | Campeonato de Naciones | Campeonato de Naciones | Mundial | Mundial | Total | Total |
| Selección         | Año             | PJ        | G         | PJ            | G             | PJ                     | G                      | PJ      | G       | PJ    | G     |
| ----------------- | --------------- | --------- | --------- | ------------- | ------------- | ---------------------- | ---------------------- | ------- | ------- | ----- | ----- |
| Absoluta · México |                 |           |           |               |               |                        |                        |         |         |       |       |
| 1978              | 5               | 1         | —         | —             | —             | —                      | 3                      | 0       | 8       | 1     |       |
| 1979              | 3               | 0         | —         | —             | —             | —                      | —                      | —       | 3       | 0     |       |
| 1980              | 5               | 1         | 4         | 1             | —             | —                      | —                      | —       | 9       | 2     |       |
| 1981              | 1               | 0         | —         | —             | 3             | 0                      | —                      | —       | 4       | 0     |       |
| Total selección   | Total selección | 14        | 2         | 4             | 1             | 3                      | 0                      | 3       | 0       | 24    | 3     |

### Resumen estadístico
|                               | Partidos | Goles | Promedio |
| ----------------------------- | -------- | ----- | -------- |
| Primera División de México    | 458      | 29    | 0.06     |
| Segunda División de España    | 28       | 2     | 0.07     |
| Copas nacionales              | 2        | 0     | 0.00     |
| Competiciones internacionales | 8        | 1     | 0.13     |
| Selección de México           | 24       | 3     | 0.13     |
| Total carrera                 | 520      | 35    | 0.07     |

### Entrenador
| Equipo                 | Desde                 | Hasta                    | Récord | Récord | Récord | Récord | Récord |
| Equipo                 | Desde                 | Hasta                    | PJ     | G      | E      | P      | %      |
| ---------------------- | --------------------- | ------------------------ | ------ | ------ | ------ | ------ | ------ |
| León                   | 1 de julio de 1995    | 16 de febrero de 1996    | 28     | 10     | 9      | 9      | 46.42% |
| Veracruz               | 18 de junio de 1996   | 29 de septiembre de 1996 | 15     | 3      | 7      | 5      | 35.56% |
| Correcaminos de la UAT | 16 de febrero de 2003 | 8 de marzo de 2003       | 4      | 3      | 0      | 1      | 75%    |
| Lagartos de Tabasco    | 15 de enero de 2005   | 9 de marzo de 2005       | 10     | 2      | 4      | 4      | 33.33% |
| Total                  | Total                 | Total                    | 57     | 18     | 20     | 19     | 43.28% |

## Palmarés

### Títulos nacionales
| Título           | Club        | País   | Año     |
| ---------------- | ----------- | ------ | ------- |
| Primera División | Cruz Azul   | México | 1978-79 |
| Primera División | Cruz Azul   | México | 1979-80 |
| Primera División | Guadalajara | México | 1986-87 |

### Distinciones individuales
| Distinción                                 | Año        |
| ------------------------------------------ | ---------- |
| XI Ideal de la Primera División            | 1978, 1979 |
| Centrocampista Defensivo del Año en México | 1978, 1979 |